# Haplotrachelus
Haplotrachelus is een geslacht van kevers uit de familie van de loopkevers (Carabidae). De wetenschappelijke naam van het geslacht is voor het eerst geldig gepubliceerd in 1855 door Chaudoir.

## Soorten
Het geslacht Haplotrachelus omvat de volgende soorten:
- Haplotrachelus atropis (Bates, 1875)
- Haplotrachelus capicola (Dejean, 1831)
- Haplotrachelus dregei Chaudoir, 1879
- Haplotrachelus holcopleurus Chaudoir, 1855
- Haplotrachelus ignobilis Chaudoir, 1879
- Haplotrachelus laevis Banninger, 1932
- Haplotrachelus latesulcatus (Bates, 1875)
- Haplotrachelus lissotonus Basilewsky, 1958
- Haplotrachelus meracus Peringuey, 1899
- Haplotrachelus ovipennis (Chaudoir, 1843)
- Haplotrachelus oviventris Chaudoir, 1879
- Haplotrachelus pasimachoides Chaudoir, 1879
- Haplotrachelus patruelis Chaudoir, 1855
- Haplotrachelus planatus Banninger, 1935
- Haplotrachelus polypleurus (Bates., 1875)
- Haplotrachelus pondoanus Banninger, 1935
- Haplotrachelus punctuliger (Bates, 1875)
- Haplotrachelus subcrenatus Chaudoir, 1855
- Haplotrachelus transvaalensis Chaudoir, 1879
- Haplotrachelus wiedemanni (Crotch, 1871)